# Писарро, Хуан
Хуа́н Писа́рро и Ало́нсо (исп. Juan Pizarro y Alonso; 1505 или 1511, Трухильо (Испания) — 1536 или 1537, Куско) — испанский конкистадор, один из братьев Писарро, завоевавших Перу и получивших часть сокровищ из знаменитого «Выкупа Атауальпы».

## Братья Писарро
Братья Писарро стали знаменитыми благодаря старшему брату Франсиско, организовавшему экспедицию в Перу и завоевавшему вместе со своими братьями Империю инков. Хуан Писарро был родным братом Гонсало Писарро и братом по отцу Франсиско и Эрнандо. Через своего отца все братья Писарро приходились троюродными братьями другому знаменитому конкистадору Эрнану Кортесу.

## Экспедиция в Перу
Как и остальные братья, Эрнандо сопровождал своего брата Франсиско в его третьей экспедиции в Америку. В этой экспедиции братьями с небольшим отрядом испанцев удалось захватить Империю инков. Франсиско Писарро отправился исследовать северное побережье Перу, а братьев Гонсало, Эрнандо и Хуана оставил управлять бывшей столицей Империи инков Куско. Правление братьев ознаменовалось коррупцией и ужасающей жестокостью по отношению к коренному населению, что привело к восстанию инков. Хуан Писарро погиб во время этого восстания при осаде инкской крепости Саксайуаман. Пытаясь подняться на высокие стены крепости, он был убит инкой, который сбросил на него большой камень.